# Vito Vitale
Salvatore « Vito » Vitale (prononcé : [salvaˈtoːre ˈviːto viˈtaːle] né à Partinico le 20 juin 1959), également connu sous le nom de Fardazza, est un membre de la mafia sicilienne considéré un moment comme l'héritier de Totò Riina et étroitement lié à Leoluca Bagarella.

## Biographie
Salvatore Vitale est né à Partinico dans la province de Palerme. Ses frères, Leonardo et Michele Vitale sont également des mafieux. Sa première arrestation est motivée par un vol de légumes. Le 18 mai 1985, un mandat d'arrêt est émis à son encontre pour trafic d'armes. Après l'arrestation de son frère Leonardo Vitale, Vito devient le chef du clan.
Il s'allie aux Corleonesi, dirigés par Totò Riina. Son ascension dans les rangs de Cosa Nostra est due à ses aptitudes de tueur et à ses liens étroits avec Leoluca Bagarella, le beau-frère de Riina. Selon un pentito « Il tire comme un dieu et n'a peur de rien ».
Vitale a participé à l'enlèvement et au meurtre de l'enfant Giuseppe Di Matteo, fils d'un camarade mafieux Santino Di Matteo, devenu pentito en 1993. L'enfant a été détenu pendant 26 mois pour forcer son père à retirer son témoignage. Le garçon a finalement été étranglé sur ordre de Giovanni Brusca. Afin de détruire les preuves, son corps a été dissous dans un baril d'acide. Vitale, qui aurait fourni l'acide, a été reconnu coupable de meurtre et condamné à la prison à vie. 
Dans les années 1990, une guerre pour le pouvoir à Partinico oppose les familles Geraci, dirigée par Nenè Geraci et Vitale. Les Geraci, Filippo Nania et leurs alliés et les Lo Iacono étaient des fidèles de Bernardo Provenzano, tandis que les Vitale étaient soutenus par Totò Riina et Leoluca Bagarella.
Selon sa sœur, la pentita Giusy Vitale, en 1998 « certains giovani turchi au sein de Cosa Nostra voulaient mettre de côté Bernardo Provenzano ». À côté de Vitale, il y a Giovanni Brusca, Domenico Raccuglia et Matteo Messina Denaro. Les jeunes chefs voulaient prendre des décisions stratégiques sans le consentement préalable de Provenzano. Ils lui ont dit de « rentrer à la maison et de prendre soin de ta famille ».
Le 28 septembre 1997, Vito Vitale est arrêté et placé sous contrôle judiciaire, mais réussit à s'échapper. Il est finalement arrêté le 14 avril 1998.
Après l'arrestation de tous les frères Vitale, leur sœur Giuseppa (Giusy) Vitale prend le relais. Giusy, comme on l'appelle familièrement est arrêtée en juin 1998 et devient témoin d'État (pentita) en 2005. Elle témoigne sur de rôle de chef de famille (clan), notamment de la manière dont elle a aidé son frère Leonardo à organiser « un certain nombre de meurtres derrière les barreaux ». Son frère Leonardo, après avoir appris que sa sœur a commencé à collaborer avec la justice italienne, a déclaré lors d'un procès : « Nous la renions qu'elle soit vivante ou morte, nous espérons cette deuxième opportunité, et le plus rapidement possible. »,.
En octobre 2005, le rival de Vitale, Maurizio Lo Iacono, est abattu à Partinico dans sa voiture par deux hommes sur un scooter avec un fusil à canon scié et un pistolet. Lo Iacono est mort dans l'ambulance sur le chemin de l'hôpital. Libéré de prison depuis quelques mois, il a probablement été tué parce qu'il tentait de reprendre en main les affaires de Vito Vitale. La police pense que le meurtre a été ordonné par Domenico Raccuglia, qui était du côté du clan Vitale.